# Шереди, Дьёрдь Юстиниан
Дьёрдь (Гео́ргий) Юстиниа́н Ше́реди  (венг. Serédi Jusztinián György; 23 апреля 1884, Деаки, Австро-Венгрия — 29 марта 1945, Эстергом, Венгрия) — венгерский кардинал, бенедиктинец. Архиепископ Эстергома и примас Венгрии с 30 ноября 1927 по 29 марта 1945. Кардинал-священник с 19 декабря 1927, с титулом церкви Санти-Андреа-э-Грегорио-Маньо-аль-Челио с 22 декабря 1927.

## Биография
Родился 23 апреля 1884 года в деревне Деаки (венг. Deáki), Австро-Венгрия (современная деревня Дьяковце в Словакии, район Шаля).
6 августа 1901 года в возрасте 17 лет вступил в новициат бенедиктинского ордена в крупнейшем венгерском монастыре Паннонхалма. 10 июля 1908 года он принёс монашеские обеты в Паннонхалме, а четырьмя днями позднее был рукоположён в священники, после чего продолжил служение в Паннонхалме уже в качестве бенедиктинского иеромонаха. Позднее был избран прокуратором (представителем) бенедиктинцев при Святом Престоле.
В 1927 году Папа Римский Пий XI назначил Дьёрдя Шереди архиепископом Эстергома и примасом Венгрии. Хиротония состоялась 8 января 1928 года в Сикстинской капелле Ватикана, причём главным консекратором был сам Папа Пий XI. 19 декабря 1927 года Шереди назначен кардиналом-священником с титулом Санти-Андреа-э-Грегорио-Маньо-аль-Челио.
В марте 1944 года опубликовал декларацию, осуждающую преследование и депортации евреев. В апреле ещё раз выразил протест против преследования евреев и попытался защитить хотя бы католиков еврейского происхождения, однако ему удалось добиться отмены депортации в лагеря только для священников и монашествующих. Ответом нацистов на деятельность Шереди и католиков Венгрии по защите евреев стал арест многих священников, а также двух епископов, одним из которых был веспремский епископ Йожеф Миндсенти, преемник Шереди на посту архиепископа. Сам архиепископ Шереди скончался 29 марта 1945 года.
Участник Конклава 1939 года.